# Пасєково
Пасєкова — хутір в Кантемирівському районі Воронезької області Росії, залізнична станція, розташована на залізничній гілці «Москва — Ростов».
Адміністративний центр Пасєковського сільського поселення.

## Географія
У 500 метрах на схід від станції знаходиться пам'ятник археології, який датується 2-м тисячоліттям до н. е. (Періодом епохи бронзи). Він являє собою групу курганів до 10 пагорбів, заввишки в 4-5 метрів.

### Вулиці
- Вул. Жєлєзнодорожна,
- Вул. Миру.

## Археологія
У 500 метрах на схід від станції виявлено пам'ятку бронзової доби, що датуються 2-м тисячоліттям до Р. Х., чим є курганний гурт до 10 пагорбів заввишки в 4-5 метрів.

## Історія
Хутір Пасєкова виник в 1871 році в період будівництва залізниці. Свою назву отримав від пасік, які виставлялися тут жителями Михайлівки. Станом на 1900 рік на хуторі було 3 двори і 29 жителів.
У листопаді 1917 року селяни Михайлівки разом з пасэковчанами почали самовільну порубку лісу і поділ поміщицьких земель. У травні-грудні 1918 року на станції розміщувався штаб бойової дільниці Червоної Армії, командиром якого був чех Карел Кучера, котрий загинув 16 грудня 1918 року до бою під Ольховаткою.
У 1926 році в Пасєкові було 15 дворів і 83 жителя. Станом на 1995 рік, на станції проживало 261 людей, було 116 дворів, у братській могилі поховано 76 бійців, які загинули при звільненні станції. На станції є клуб, медпункт, магазин, 2 ферми.